# Lisów (gromada w powiecie lubartowskim)
Lisów (do 28 II 1956 Lubartów) – dawna gromada, czyli najmniejsza jednostka podziału terytorialnego Polskiej Rzeczypospolitej Ludowej w latach 1954–1972.
Gromady, z gromadzkimi radami narodowymi (GRN) jako organami władzy najniższego stopnia na wsi, funkcjonowały od reformy reorganizującej administrację wiejską przeprowadzonej jesienią 1954 do momentu ich zniesienia z dniem 1 stycznia 1973, tym samym wypierając organizację gminną w latach 1954–1972.
Gromadę Lisów siedzibą GRN w Lisowie utworzono 29 lutego 1956 w powiecie lubartowskim w woj. lubelskim w związku z przeniesieniem siedziby gromady Lubartów z Lubartowa do Lisowa i zmianą nazwy jednostki na gromada Lisów.
1 stycznia 1962 do gromady Lisów włączono obszar zniesionej gromady Nowodwór w tymże powiecie.
Gromada przetrwała do końca 1972 roku, czyli do kolejnej reformy gminnej.